# Placówka Straży Granicznej w Paczkowie
Placówka Straży Granicznej w Paczkowie – zlikwidowana graniczna jednostka organizacyjna Straży Granicznej realizująca zadania w ochronie granicy państwowej na granicy z Republiką Czeską.

## Formowanie i zmiany organizacyjne
Placówka Straży Granicznej w Paczkowie (Placówka SG w Paczkowie), z siedzibą po stronie czeskiej w miejscowości Bílý Potok, została powołana 24 sierpnia 2005 Ustawą z 22 kwietnia 2005 O zmianie ustawy o Straży Granicznej..., w strukturach Śląskiego Oddziału Straży Granicznej, z przemianowania Granicznej Placówki Kontrolnej Straży Granicznej w Paczkowie (GPK SG w Paczkowie). Znacznie rozszerzono także uprawnienia komendantów, m.in. w zakresie działań podejmowanych wobec cudzoziemców przebywających na terytorium RP.
Zgodnie z zarządzeniem Komendanta Głównego Straży Granicznej, 14 czerwca 2006 Placówka SG w Paczkowie przejęła wraz z obsadą etatową pod ochronę odcinek graniczny oraz przejściami granicznymi, po rozformowanej placówce SG w Jasienicy Górnej.
Zgodnie z propozycją Komendanta Śląskiego Oddziału Straży Granicznej obiekt w Jasienicy Górnej był w dalszym ciągu wykorzystywany między innymi przez grupę operacyjno-śledczą oraz pełniona w nim była służba dyżurna przez pomocnika kierownika zmiany Placówki SG w Paczkowie.
W związku z reorganizacją Śląskiego Oddziału Straży Granicznej, związaną z realizacją przez Straż Graniczną nowych zadań, po włączeniu Polski do strefy Schengen (zniesienie kontroli granicznej i odstąpienie od konieczności fizycznej ochrony granicy państwowej), obszar działania uległ przesunięciu w głąb kraju, Placówka Straży Granicznej w Paczkowie 15 stycznia 2008 została zlikwidowana. Zadania zlikwidowanej placówki przejęła Placówka Straży Granicznej w Nysie, która swym terytorialnym zasięgiem objęła część województwa opolskiego, przejęła do ochrony odcinek granicy dotychczas ochraniany przez placówki Straży Granicznej w Paczkowie, Jasienicy Górnej i Głuchołazach.

## Ochrona granicy
Placówka SG w Paczkowie ochraniała odcinek granicy państwowej:
- Włącznie znak graniczny nr II/182, wyłącznie znak gran. nr II/200 – do 13.06.2006.

14 czerwca 2006 odcinek granicy został wydłużony po rozformowanej placówce SG w Jasienicy Górnej, tj. odcinek od znaku granicznego nr II/170, do znaku granicznego nr II/182.
Placówka SG w Paczkowie ochraniała odcinek granicy państwowej:
- Włącznie znak gran. nr II/170, wyłącznie znak gran. nr II/200 – 14.08.2006–15.01.2008.

### Przejścia graniczne
- Paczków-Bílý Potok – do 21.12.2007
- Kałków-Vidnava – 14.06.2006–21.12.2007
- Dziewiętlice-Bernartice – 14.06.2006–21.12.2007.

## Placówki sąsiednie
- Placówka SG w Jasienicy Górnej ⇔ Placówka SG w Złotym Stoku – 24.08.2005–13.06.2006
- Placówka SG w Głuchołazach ⇔ nn – 14.06.2006–15.01.2008.